# 3-Hexanon
3-Hexanon oder auch Ethylpropylketon ist eine farblose Flüssigkeit aus der Gruppe der Ketone. Sein Flammpunkt liegt bei 20 °C.

## Darstellung
3-Hexanon kann durch Oxidation von 3-Hexanol gewonnen werden: 
Ebenso ist eine Grignard-Reaktion von Propionitril und Propylmagnesiumbromid möglich: 

## Eigenschaften
3-Hexanon bildet leicht entzündliche Dampf-Luft-Gemische. Die Verbindung hat einen Flammpunkt von 20 °C. Der Explosionsbereich liegt zwischen 1 Vol.‑% (40 g/m3) als untere Explosionsgrenze (UEG) und 8 Vol.‑% (340 g/m3) als obere Explosionsgrenze (OEG).